# Kinetoskias mitsukurii
Kinetoskias mitsukurii is een mosdiertjessoort uit de familie van de Bugulidae. De wetenschappelijke naam van de soort is voor het eerst geldig gepubliceerd in 1918 door Yanagi & Okada.